# Угольников, Олег Валерьевич
Олег Валерьевич Угольников (род. 20 мая 1968, Пермь) — советский и российский хоккеист, защитник, российский тренер.

## Биография
Воспитанник пермского хоккея, в 17 лет дебютировал за местный «Молот» в сезоне 1985/86 первой лиги СССР. Следующие два сезона провёл в команде второй лиги «Луч» Свердловск, затем вернулся в «Молот». В 1991 году перешёл в омский «Авангард», в составе которого провёл девять сезонов в высших лигах СССР и России. Позже играл в клубах «Сибирь» Новосибирск (2000/01 — 2001/02), «Газовик» Тюмень (2002/03, 2004/05), «Молот-Прикамье» (2003/04), «Казахмыс» Караганда (2003/04), «Энергия» Кемерово (2005/06 — 2006/07).
Сыграл за «Авангард» 410 матчей, забросил 24 шайбы, сделал 41 передачу, набрал 142 минуты штрафа. Бронзовый призёр МХЛ (1996), бронзовый призёр Континентального Кубка (1999).
Сразу после окончания карьеры игрока стал ассистентом главного тренера в команде «Авангард-2» Омск. Через полтора года стал работать в хоккейной школе имени Александра Кожевникова с командой 1997 года рождения. Через четыре года принял команду «Авангарда» 2001 года.
Работал в фарм-клубах «Авангарда» «Омские ястребы» (МХЛ, 2019/20 — 2020/21, главный тренер) и «Омские крылья» (ВХЛ, 2021/22 — 2022/23, тренер). С 2023 года — тренер команды «Авангарда» 2007 года рождения.
Сыновья Александр (род. 1989) и Антон (род. 1996) также хоккеисты.